# Museum of South Texas History
Het Museum of South Texas History bevindt zich in de Amerikaanse plaats Edinburg. Het heeft een tentoonstelling over de geschiedenis van de Rio Grandevallei alsook de rest van Zuid-Texas.
Het museum beslaat meer dan een huizenblok op een plein in Edinburg. Het werd geopend in 1970 als het "Hidalgo County Historical Museum". Oorspronkelijk was het gehuisvest in "Hidalgo County’s Old Jail", een karakteristieke gevangenis uit 1910. Sinds die tijd is het museum uitgebreid naar drie hoofdgebouwen. Bezoekers krijgen een indruk van de geschiedenis van de regio vanaf de prehistorie tot in de 21e eeuw.
De collectie omvat onder andere een gigantische prehistorische Mosasauridae en een Mammoet uit de ijstijd, en via de Coahuilteken, de Spaanse koloniën, de Mexicaans-Amerikaanse Oorlog, de Amerikaanse Burgeroorlog, het stoomboottijdperk naar het zogenaamde "Cattle Kingdom".
In november 2007 werd de laatste toevoeging aan de tentoonstelling onthuld, "River Crossroads". Deze expositie geeft een beeld van het "Citrustijdperk," de roerige periode in het begin van de twintigste eeuw, toen de citrusteelt het leven in de Rio Grandevallei bepaalde en de Mexicaanse Revolutie uitbrak. De tentoonstelling eindigt in het heden.
De "Margaret H. McAllen Memorial Archives" herbergt een grote collectie historische foto's, documenten en plattegronden van de vallei.
Het museum heeft een uitgebreide verzameling historische boeken en memorabilia van Zuid-Texas en de Rio Grandevallei.